# Plicatula horrida
Plicatula horrida is een tweekleppigensoort uit de familie van de Plicatulidae. De wetenschappelijke naam van de soort is voor het eerst geldig gepubliceerd in 1882 door Wilhelm Dunker.